# Narek Oganian
Narek Aszotowicz Oganian (ros. Нарек Ашотович Оганян;ur. 16 maja 1997) – rosyjski zapaśnik walczący w stylu klasycznym. Zajął dziewiętnaste miejsce na mistrzostwach świata w 2023 roku. 
Brązowy medalista mistrzostw Europy w 2024. Dziesiąty w indywidualnym Pucharze Świata w 2020. Trzeci na ME U-23 w 2018. Mistrz Europy juniorów w 2017 roku.
Mistrz Rosji w 2023 i 2024; trzeci w 2022 roku.